# ویتکا
ویتکا (به لاتین: Vietka) یک منطقهٔ مسکونی در بلاروس است که در منطقه گومل واقع شده‌است. ویتکا ۸٬۰۰۰ نفر جمعیت دارد.